# Hawk Nelson Is My Friend
Hawk Nelson Is My Friend' è il quinto album degli Hawk Nelson ed è stato pubblicato il 1º aprile 2008.
Nella prima settimana della sua uscita l'album ha venduto poco più di 30 000 copie.

L'album, è stato nominato per un Grammy nel 2008 per il miglior pacchetto di registrazione

## Tracce
1. - "You Have What I Need" - 2:34
2. - "Friend Like That" - 2:49
3. - "Turn It On" 	 	3:09
4. - "One Little Miracle" - 2:58
5. - "Let's Dance" - 3:09
6. - "Ancient History" - 3:11
7. - "Somebody Else" - 3:18
8. - "Arms Around Me" - 3:31
9. - "Just Like Me" - 2:39
10. - "Not The Same" - 3:30
11. - "Words We Speak" - 2:54
12. - "I Still Miss You" - 3:51

Edizione speciale bonus tracks	
1. - "One Little Miracle" (Acoustic) (feat Amy Grant) - 3:04
2. - "Friend Like That" (Acoustic) - 2:49
3. - "Bring Em Out" (feat Drake Bell) - 3:24

## Formazione della band
- Jason Dunn - voce
- Daniel Biro - basso e cori
- Jonathan Steingard - chitarra e cori
- Aaron Tosti - batteria